# 水無平湿原
水無平湿原（みずなしだいらしつげん）とは、富山県南砺市利賀村水無にある湿原。単に水無平あるいは水無湿原とも言われる。面積は50ha。ミズバショウの大群落があることで知られる。全域が白木水無県立自然公園に属している。この湿原を含む216haの領域は中部森林管理局の保護林

## 概要
水無平湿原は水無山の麓、定倉谷の上流にある南北3km、南端300m、北端50mの0.5平方キロメートルの盆地で周囲をブナ林で囲まれている。葉に斑点のあるミズバショウや、種々の高山植物が自生し、夏には多くの人が訪れる。
この湿原までは林道が通じているが、利賀行政センターから25kmほどあり、車で約1時間半かかるうえ、険しい林道であるのでアクセスに注意を要する。

## 自然
希少種のヤシャビシャクやヨウラクツツジが見られ、主要植物としてはミズバショウやリュウキンカなどの湿性植物や、コバイケイソウ、カタクリ、ヤマトリカブト、などの山野草が自生する。富山県で稀な種としてクワガタソウ、トモエシオガマ、カラスシキミ、ミズトンボ、ハクサンチドリ、ノビネチドリ、ショウキランが挙げられる。水無平の盆地内は多数見られる渓流が排水溝の役割を果たすことで案外乾燥しており、最もよく見られる植生はブナ林への移行段階としてのネマガリダケ風衝草原である。

### 周辺の湿原
水無平より下流左岸にある標高1220mの段球面に定倉湿原、そこより少し上流の1240m地点に小池湿原が存在する。定倉湿原は長軸100m、短軸30mの三角形状を成す湿原でリュウキンカ-ミズバショウ群集よりなり、ゼンテイカやコバイケイソウ、ニリンソウなどが見られる。小池湿原は定倉湿原より上流にある長さ200m、幅40mの長方形状の湿原であり、ヨシ、ヒメイチゲ、キクザキイチゲ、ゼンテイカ、ショウジョウバカマ、ワレモコウ、ワタミズゴケ、ホソバミズゴケなどから成り、渓流上はリュウキンカの単純群落が見られる。両湿原のミズバショウは水無平同様に全て班入りである。
定倉谷とは別の水系で隣に小アテビョウ湿原が存在する。昭和44年8月3日に初めて本格的な調査が成されたこの湿原は長径400m、短径200mの範囲に灌木が入り込んでいる小さな湿原であるが植生は豊富で、特筆すべき種としてチョウジギク、トモエシオガマ、ヤマクワガタ、エゾシロネ、エゾリンドウ、シラヒゲソウ、サジバモウセンゴケ、ヤマトリカブト、エンコウソウ、ミズチドリ、タマガワホトトギス、カワズスゲ、ミカズキグサ、クロアブラガヤ、イブキシダ、ワタミズゴケが挙げられ、富山県で唯一産する珍種も少なくない